# Mistrzostwa Europy w koszykówce 3×3
Mistrzostwa Europy w koszykówce 3×3 – turniej wyłaniający najlepsze drużyny Europy w koszykówce 3×3. Jednocześnie odbywają się turnieje męskie i żeńskie.

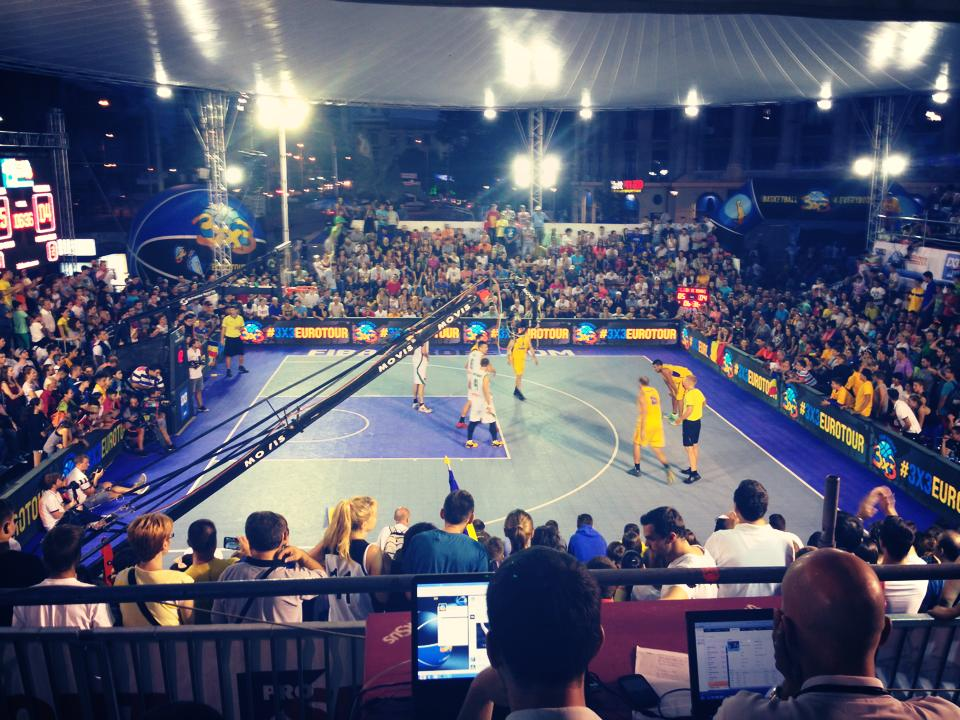
Mistrzostwa Europy w Koszykówce 3×3 2014 w Bukareszcie

## Historia
Po raz pierwszy mistrzostwa Europy w koszykówce 3×3 odbyły się w 2014 w Bukareszcie. Od tego czasu czempionat organizowany był corocznie z wyjątkiem lat 2015 i 2020. Najwięcej razy – aż trzykrotnie, turniej gościł Bukareszt.

## Rezultaty

### Kobiety
| Rok  | Kraj     | Miasto     | Liczba drużyn                                            | Złoto                                                    | Srebro                                                   | Brąz                                                     | 4. miejsce                                               | źródło |
| ---- | -------- | ---------- | -------------------------------------------------------- | -------------------------------------------------------- | -------------------------------------------------------- | -------------------------------------------------------- | -------------------------------------------------------- | ------ |
| 2014 | Rumunia  | Bukareszt  | 8                                                        | Rosja                                                    | Słowenia                                                 | Belgia                                                   | Holandia                                                 | [ 1 ]  |
| 2016 | Rumunia  | Bukareszt  | 12                                                       | Węgry                                                    | Rumunia                                                  | Rosja                                                    | Szwajcaria                                               | [ 2 ]  |
| 2017 | Holandia | Amsterdam  | 12                                                       | Rosja                                                    | Hiszpania                                                | Holandia                                                 | Francja                                                  | [ 3 ]  |
| 2018 | Rumunia  | Bukareszt  | 12                                                       | Francja                                                  | Holandia                                                 | Ukraina                                                  | Włochy                                                   | [ 4 ]  |
| 2019 | Węgry    | Debreczyn  | 12                                                       | Francja                                                  | Hiszpania                                                | Łotwa                                                    | Holandia                                                 | [ 5 ]  |
| 2020 | Belgia   | Antwerpia  | Mistrzostwa zostały odwołane z powodu pandemii COVID-19. | Mistrzostwa zostały odwołane z powodu pandemii COVID-19. | Mistrzostwa zostały odwołane z powodu pandemii COVID-19. | Mistrzostwa zostały odwołane z powodu pandemii COVID-19. | Mistrzostwa zostały odwołane z powodu pandemii COVID-19. | [ 6 ]  |
| 2021 | Francja  | Paryż      | 12                                                       | Hiszpania                                                | Niemcy                                                   | Francja                                                  | Rosja                                                    | [ 7 ]  |
| 2022 | Austria  | Graz       | 12                                                       | Francja                                                  | Holandia                                                 | Polska                                                   | Hiszpania                                                | [ 8 ]  |
| 2023 | Izrael   | Jerozolima | 12                                                       | Holandia                                                 | Hiszpania                                                | Litwa                                                    | Portugalia                                               | [ 9 ]  |
| 2024 | Austria  | Wiedeń     | 12                                                       | Hiszpania                                                | Francja                                                  | Holandia                                                 | Polska                                                   | [ 10 ] |

### Mężczyźni
| Rok  | Kraj     | Miasto     | Liczba drużyn                                            | Złoto                                                    | Srebro                                                   | Brąz                                                     | 4. miejsce                                               | źródło |
| ---- | -------- | ---------- | -------------------------------------------------------- | -------------------------------------------------------- | -------------------------------------------------------- | -------------------------------------------------------- | -------------------------------------------------------- | ------ |
| 2014 | Rumunia  | Bukareszt  | 8                                                        | Rumunia                                                  | Słowenia                                                 | Litwa                                                    | Grecja                                                   | [ 1 ]  |
| 2016 | Rumunia  | Bukareszt  | 12                                                       | Słowenia                                                 | Serbia                                                   | Holandia                                                 | Rosja                                                    | [ 2 ]  |
| 2017 | Holandia | Amsterdam  | 12                                                       | Łotwa                                                    | Słowenia                                                 | Ukraina                                                  | Serbia                                                   | [ 3 ]  |
| 2018 | Rumunia  | Bukareszt  | 12                                                       | Serbia                                                   | Łotwa                                                    | Słowenia                                                 | Rosja                                                    | [ 4 ]  |
| 2019 | Węgry    | Debreczyn  | 12                                                       | Serbia                                                   | Francja                                                  | Litwa                                                    | Hiszpania                                                | [ 5 ]  |
| 2020 | Belgia   | Antwerpia  | Mistrzostwa zostały odwołane z powodu pandemii COVID-19. | Mistrzostwa zostały odwołane z powodu pandemii COVID-19. | Mistrzostwa zostały odwołane z powodu pandemii COVID-19. | Mistrzostwa zostały odwołane z powodu pandemii COVID-19. | Mistrzostwa zostały odwołane z powodu pandemii COVID-19. | [ 6 ]  |
| 2021 | Francja  | Paryż      | 12                                                       | Serbia                                                   | Litwa                                                    | Polska                                                   | Rosja                                                    | [ 7 ]  |
| 2022 | Austria  | Graz       | 12                                                       | Serbia                                                   | Łotwa                                                    | Holandia                                                 | Litwa                                                    | [ 11 ] |
| 2023 | Izrael   | Jerozolima | 12                                                       | Serbia                                                   | Litwa                                                    | Łotwa                                                    | Francja                                                  | [ 12 ] |
| 2024 | Austria  | Wiedeń     | 12                                                       | Austria                                                  | Serbia                                                   | Litwa                                                    | Szwajcaria                                               | [ 13 ] |

## Tabela medalowa

### Kobiety
| Poz. | Państwo   | Złote | Srebrne | Brązowe | Razem |    |         |   |   |   |   |
| ---- | --------- | ----- | ------- | ------- | ----- | -- | ------- | - | - | - | - |
| Poz. | Państwo   | Złote | Srebrne | Brązowe | Razem | 1. | Francja | 3 | 1 | 1 | 5 |
| 2.   | Hiszpania | 2     | 3       | –       | 5     |    |         |   |   |   |   |
| 3.   | Rosja     | 2     | –       | 1       | 3     |    |         |   |   |   |   |
| 4.   | Holandia  | 1     | 2       | 2       | 5     |    |         |   |   |   |   |
| 5.   | Węgry     | 1     | –       | –       | 1     |    |         |   |   |   |   |
| 6.   | Niemcy    | –     | 1       | –       | 1     |    |         |   |   |   |   |
| 6.   | Rumunia   | –     | 1       | –       | 1     |    |         |   |   |   |   |
| 6.   | Słowenia  | –     | 1       | –       | 1     |    |         |   |   |   |   |
| 9.   | Belgia    | –     | –       | 1       | 1     |    |         |   |   |   |   |
| 9.   | Łotwa     | –     | –       | 1       | 1     |    |         |   |   |   |   |
| 9.   | Polska    | –     | –       | 1       | 1     |    |         |   |   |   |   |
| 9.   | Ukraina   | –     | –       | 1       | 1     |    |         |   |   |   |   |
| 9.   | Litwa     | –     | –       | 1       | 1     |    |         |   |   |   |   |

### Mężczyźni
| Poz. | Państwo  | Złote | Srebrne | Brązowe | Razem |    |        |   |   |   |   |
| ---- | -------- | ----- | ------- | ------- | ----- | -- | ------ | - | - | - | - |
| Poz. | Państwo  | Złote | Srebrne | Brązowe | Razem | 1. | Serbia | 5 | 2 | – | 7 |
| 2.   | Słowenia | 1     | 2       | 1       | 4     |    |        |   |   |   |   |
| 2.   | Łotwa    | 1     | 2       | 1       | 4     |    |        |   |   |   |   |
| 4.   | Rumunia  | 1     | –       | –       | 1     |    |        |   |   |   |   |
| 4.   | Austria  | 1     | –       | –       | 1     |    |        |   |   |   |   |
| 6.   | Litwa    | –     | 2       | 3       | 5     |    |        |   |   |   |   |
| 7.   | Francja  | –     | 1       | –       | 1     |    |        |   |   |   |   |
| 8.   | Holandia | –     | –       | 2       | 2     |    |        |   |   |   |   |
| 9.   | Polska   | –     | –       | 1       | 1     |    |        |   |   |   |   |
| 9.   | Ukraina  | –     | –       | 1       | 1     |    |        |   |   |   |   |